# Bataille des Dervénakia
 (avril 2018).
Si vous disposez d'ouvrages ou d'articles de référence ou si vous connaissez des sites web de qualité traitant du thème abordé ici, merci de compléter l'article en donnant les références utiles à sa vérifiabilité et en les liant à la section « Notes et références ».
La bataille des Dervénakia ou bataille de Dervenaki est une série d'engagements ayant opposé une armée ottomane commandée par Dramali Pacha aux révolutionnaires grecs commandés par Theódoros Kolokotrónis, du 5 au 8 août (grégorien) 1822.
Alors qu'elle faisait retraite de la plaine d'Argos vers Corinthe, l'armée ottomane fut surprise dans des défilés montagneux et presque anéantie.

## Contexte
L'année 1821 avait vu la prise de contrôle par les Grecs de la majeure partie du Péloponnèse et du sud de la Grèce continentale ; seules quelques forteresses étaient encore sous contrôle ottoman, dont le port important de Nauplie, assiégé depuis plusieurs mois. La défaite et la mort d'Ali Pacha au début de 1822 permit aux Ottomans de tourner leurs efforts vers le sud, et une puissante armée fut rassemblée à Larissa par Khursit Pacha ; c'est cependant Dramali Pacha, qui avait réprimé la révolte avec succès en Thessalie, qui fut chargé du commandement. Il se dirigea vers le sud en juin 1822, traversant la Béotie, l'Attique et l'isthme de Corinthe sans rencontrer d'opposition. La garnison de Corinthe et de l'Acrocorinthe s'étant rendue sans combattre, il y établit ses quartiers en juillet, et y fut rejoint par Youssouf Pacha de Patras. 
Contre l'avis d'une partie de ses subordonnés, il décida de marcher avec toute son armée en direction d'Argos et de Nauplie, où il devait être ravitaillé par la flotte turque.

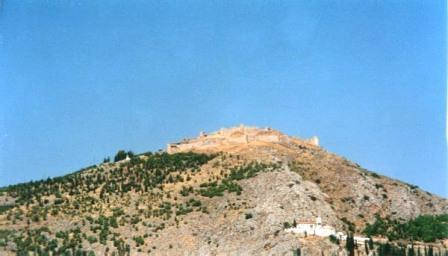
Forteresse de Larissa

## Siège de Larissa
Dramali entra dans la plaine d'Argos le 23 juillet ; la ville avait été évacuée par le gouvernement grec, mais un groupe de partisans dirigés par Dimítrios Ypsilántis avait occupé la forteresse en ruines de Larissa surplombant la ville, avec 800 hommes dont le fils aîné de Kolokotronis, Panos, et deux fils de Pétrobey. Dramali mit le siège à la forteresse le 26, après avoir délogé les rares défenseurs de la ville basse et envoyé un corps de cavalerie à Nauplie. Les assiégés de Larissa manquaient de vivres et ne possédaient pas de réserves d'eau suffisantes pour un siège ; leur but était de gagner du temps en immobilisant l'armée ottomane. Ypsilantis, recevant les émissaires de Dramali, leur offrit de la nourriture et leur déclara qu'il avait assez de réserves pour plusieurs mois.
Le Sénat du Péloponnèse avait nommé Theódoros Kolokotrónis commandant en chef de l'armée grecque. Une partie des troupes s'était ralliée au sud de la plaine d'Argos, aux Moulins de Nauplie, sur la route menant à Tripolizza. La zone, en partie marécageuse, permettait une défense efficace contre la cavalerie turque.
Les Grecs lancèrent une opération de secours vers les assiégés le soir du 29, commandée par Colliopoulos : bien que repoussée, celle-ci permit à Ypsilantis, Panos Kolokotronis et Georges Mavromichalis d'évacuer la citadelle avec une partie de la garnison, laissant sur place Ioannis Mavromichalis. Theodoros Kolokotronis arriva peu après de Tripolizza avec 2 000 hommes, et fit sa jonction le 1er août avec les troupes des Moulins. L'armée grecque tenta alors une nouvelle attaque à l'aube du 2 août, sous le commandement de Kolokotronis et Ypsilantis, mais fut à nouveau repoussée. Le lendemain soir, Ioannis Mavromichalis et les derniers défenseurs évacuèrent la forteresse à la faveur de la nuit, franchissant les lignes ennemies. 
Leur but avait cependant été atteint : alors que les troupes grecques avaient eu le temps de se renforcer, les troupes ottomanes commençaient à souffrir de la faim et de la soif, la flotte ottomane ne l'ayant pas ravitaillé ; l'été avait été particulièrement sec et les réserves détruites par les Grecs. La flotte ottomane, signalée au large d'Hydra le 28 juillet, avait cependant continué sa route en direction de Patras sans s'arrêter pour ravitailler l'armée ni Nauplie.

## Retraite
Les conditions de l'armée turque piégée dans la plaine d'Argos devenant de plus en plus difficiles, Dramali ordonna la retraite vers Corinthe le 5 août, quelques jours à peine après avoir occupé la citadelle d'Argos. Il avait cependant négligé de laisser des garnisons pour occuper les passes permettant de franchir les montagnes séparant la plaine d'Argos de celle de Corinthe, où les Grecs s'étaient retranchés.
Le 5 août, une avant-garde d'Albanais à pied franchit les montagnes en évitant les cols, et ne fut pas inquiétée. La cavalerie ne put cependant emprunter la même voie, et, trouvant la voie principale bloquée, dut s'engager dans le défilé d'Ayos Sostis le 6 août. Alors qu'elle était profondément engagée dans le défilé, elle fut attaquée par les hommes de Nikétaras, Papaflessas et Ypsilantis et seule une petite partie des cavaliers purent s'enfuir vers Corinthe. 
Dramali, surpris, perdit un jour à attendre puis s'engagea par une voie située plus à l'est, la passe d'Ayonori. Les mêmes scènes se répétèrent, et une grande partie de l'armée turque fut massacrée. Dramali réussit à passer en abandonnant les bagages de l'armée. Le butin fut immense pour les Grecs.

## Conséquences
Son armée ayant été détruite, le général ottoman ne put plus entreprendre d'opérations importantes contre les Grecs lors de cette campagne. Les chefs militaires comme Kolokotronis gagnèrent un grand prestige. La citadelle de Nauplie dut se rendre en décembre.